# Mestský futbalový štadión Bardejov
Mestský futbalový štadión Bardejov – stadion piłkarski w Bardejowie, na Słowacji. Został otwarty 30 lipca 1966 roku. Może pomieścić 3435 widzów. Swoje spotkania rozgrywają na nim piłkarze klubu Partizán Bardejów.
Stadion Miejski w Bardejowie został oddany do użytku 30 lipca 1966 roku. Na otwarcie rozegrano mecz pomiędzy gospodarzami, a Duklą Praga (1:2). Obiekt wyposażony był w bieżnię lekkoatletyczną. Przed jego otwarciem piłkarze Partizána Bardejów grali na boisku „pri starej píle”. 28 czerwca 1967 roku oddano do użytku trybunę główną stadionu. 22 maja 1971 roku na stadionie rozegrano jedno spotkanie fazy grupowej Turnieju Juniorów UEFA (Anglia – Jugosławia 1:0). W latach 1994–1999 drużyna gospodarzy (wówczas pod nazwą BSC JAS Bardejov) grała w słowackiej 1. lidze. 8 maja 2012 roku na obiekcie rozegrano mecz finałowy piłkarskiego Pucharu Słowacji (FK Senica – MŠK Žilina 2:3 pd.). Przed spotkaniem dokonano na stadionie drobnych modernizacji. Organizacja finału zbiegła się z obchodami 90-lecia zorganizowanego piłkarstwa w Bardejowie. W latach 2015–2017 stadion poddano przebudowie, a w pierwszym okresie tych robót gospodarze tymczasowo musieli rozgrywać swoje spotkania w Bardejovskej Novej Vsi. W ramach prac zlikwidowana została bieżnia lekkoatletyczna, murawę przesunięto bliżej trybuny głównej i wybudowano dwie nowe, zadaszone trybuny tuż za liniami bocznymi, od strony wschodniej (wzdłuż boiska) i południowej (za bramką). Zredukowało to jednocześnie pojemność stadionu z 12 000 do 3435 widzów. W planach była również budowa trybuny za bramką od strony północnej, ale z powodów finansowych nie została ona zrealizowana.